# Édouard Poncelet
Édouard Poncelet (Luik, 11 december 1865 - aldaar, 11 maart 1947) was een Belgisch archivaris.

## Leven
Édouard Poncelet, die geen universitair opleiding had genoten, begon zijn carrière als archivaris te Luik onder zijn oom Stanislas Bormans. Hij zou door niet-aflatende zelfstudie uitgroeien tot kenner op het vlak van de geschiedenis van het prinsbisdom Luik en het graafschap Henegouwen. Zo werkte hij mee aan de uitgave van de werken van de Luikse kroniekschrijver Jacques de Hemricourt en stond hij ook om zijn zegelkundige artikels (o.a. over die van de gemeenten van de provincie Henegouwen, Luik, van de prins-bisschoppen, ...) bekend. Hij was ook lid van de Koninklijke Commissie voor Geschiedenis en voorzitter van verscheidene lokale geschiedkundige verenigingen. Daarnaast was hij bijna dertig jaar lang hoofd van de archieven van Henegouwen. Zijn werkijver was van die aard dat hij - aldus de necrologie van de hand van Paul Harsin - met de pen in de hand stierf.

## Selectie van zijn werken
- Sceaux et armoiries des Villes, Communes et Juridictions du Hainaut ancien et moderne. Sceaux communaux conservés aux Archives de l'État à Mons, in Annales du Cercle Archéologique de Mons 33 (1904), pp. 129-240.
- Sceaux et armoiries des Villes, Communes et Juridictions du Hainaut ancien et moderne. Sceaux communaux conservés aux Archives de l'État à Mons, in Annales du Cercle Archéologique de Mons 34 (1905), pp. 112-304.
- Sceaux et armoiries des Villes, Communes et Juridictions du Hainaut ancien et moderne. Sceaux communaux conservés aux Archives de l'État à Mons, in Annales du Cercle Archéologique de Mons 35 (1906), pp. 160-336.
- Sceaux et armoiries des Villes, Communes et Juridictions du Hainaut ancien et moderne. Sceaux communaux conservés aux Archives de l'État à Mons, in Annales du Cercle Archéologique de Mons 36 (1907/1908), pp. 160-263.
- Sceaux et armoiries des Villes, Communes et Juridictions du Hainaut ancien et moderne (supplément). Sceaux communaux conservés aux Archives de l'État à Mons, in Annales du Cercle Archéologique de Mons 37 (1908/1909), pp. 17-95.
- C. de Borman - Œuvres de Jacques de Hemricourt, II, Brussel, 1925. Internet Archive)
- C. de Borman - A. Bayot - Œuvres de Jacques de Hemricourt, III, Brussel, 1931. Internet Archive)
- Les sceaux et les chancelleries des prince-évêque de Liége, Luik, 1938.